# Liszczok
Liszczok – osada w Polsce, w województwie opolskim, w powiecie oleskim, w gminie Dobrodzień.
Do 31 grudnia 2022 miejscowość była częścią wsi Pietraszów.